# Нютон (кратер на Луната)
Вижте пояснителната страница за други значения на Нютон (кратер).
Нютон е кратер разположен в южната част близката страна на Луната. Диаметърът му е 79 км и дълбочината е 6,1 км. Кратерът е наименован на великия английски физик, математик и астроном Исак Нютон. Кратер наречен на Нютон има и на Марс.